# Warburger Börde
Die Warburger Börde ist eine überwiegend baumlose Bördenlandschaft im Regierungsbezirk Detmold im äußersten Osten Nordrhein-Westfalens, die zu geringen Teilen auch im Regierungsbezirk Kassel in Hessen liegt.

## Geographie

### Lage
Als naturräumliche Einheit breitet sich die Warburger Börde zwischen dem Eggegebirge im Westen, dem Oberwälder Land im Norden und sichelförmig in Westen und Osten sowie dem Westhessischen Bergland im Süden aus. Sie ist Teil des Oberen Weserberglandes und damit der deutschen Mittelgebirgsschwelle.
An der Warburger Börde, die sich überwiegend im Kreis Höxter befindet, haben Borgentreich und Warburg wesentlichen Anteil. Willebadessen sowie Breuna und Liebenau grenzen an das Gebiet.
Die leicht hügelige Landschaft der Warburger Börde wird von weiten Ackerflächen bestimmt und ist besonders im Kerngebiet fast baumlos. Sie liegt durchschnittlich auf Höhen von rund 200 m ü. NHN. Ihre höchste und zugleich markanteste Erhebung ist mit 343,6 m Höhe der Basaltkegel Desenberg, der von der Ruine der Burg Desenberg gekrönt wird.
Entwässert wird die Warburger Börde unter anderem durch die Fließgewässer Taufnethe im Nordwesten, Bever im Nordosten und Eggel, der innerhalb der Bördenlandschaft zum Beispiel von Eder und Mühlenbach gespeist wird, und Vombach im Süden.

### Naturräumliche Gliederung
Im Text der 4./5. Lieferung des Handbuchs der naturräumlichen Gliederung Deutschlands durch Sofie Meisel im Jahr 1957 rechnete die Autorin noch die Borgentreicher Keupermulde um Borgentreich zur nördlichen Nachbareinheit Oberwälder Land. Als dieselbe Autorin 1959 das erste Einzelblatt zur Feingliederung 1:200.000, Blatt 98 Detmold, herausgab, fand sich so diese Mulde als Teillandschaft 361.1 wieder, während die Muschelkalklandschaften des Oberwälder Landes zur Einheit 361.0 zusammengefasst wurden. Nicht zum Oberwälder Land, sondern zur sich südlich anschließenden Warburger Börde gehörte bei Meisel das beiderseits der Diemel bei Liebenau gelegene Liebenauer Bergland.
Als die endgültige Kartierung zum Handbuch im Jahr 1960 herauskam, wurde demgegenüber das Liebenauer Bergland mit der Berverplatte beiderseits der Bever zum Oberwälder Land gerechnet und die Borgentreicher Mulde (Naturraum Große Börde) zur Warburger Börde, wie es auch den üblichen Beschriftungen der Warburger Börde auf Karten, etwa der Geologischen Karte 1:300.000 Hessen, entspricht. Und dem folgten auch die nachfolgenden Blätter 99 Göttingen und 111 Arolsen (beide 1963) sowie 112 Kassel (1969). Entsprechend weicht die Nummerierung auf Blatt Detmold ab und muss als obsolet betrachtet werden.
Folgende Untereinheiten werden nach heutigem Stand unterschieden:
- (zu 36 Oberes Weserbergland)
  - 360 Warburger Börde
    - 360.0 Große Börde (Blätter Göttingen und Arolsen) = 361.1 Borgentreicher Land (Blatt Detmold)
      - 360.00 (Blatt Arolsen) = 361.10 Borgentreicher Börde (Blatt Detmold)
        - Desenberg (Singularität)

      - 360.01 (Blatt Arolsen) = 361.11 Ossendorfer Platten (Blatt Detmold)

    - 360.1 Diemelbörde (auf Blatt Detmold: 360.0 Diemelbörde + 360.2 Warburger Platten ohne äußersten Westen des Westteils)
    - 360.2 Steigerplatte

Der Autor von Blatt 111 Arolsen, Martin Bürgener, zählt die Warburger Börde nicht zum Oberen Weserbergland (Haupteinheitengruppe 36), sondern zum Westhessischen Berg- und Senkenland (34).

## Wirtschaft
Die Warburger Börde ist sehr fruchtbar und wird seit jeher intensiv landwirtschaftlich genutzt. Auch noch heute spielt die Landwirtschaft eine bedeutende Rolle. Neben Getreide und anderen Feldfrüchten werden insbesondere Zuckerrüben angebaut.

Panoramaansicht der Warburger Börde vom Desenberg

## Historische Bedeutung
Die Warburger Börde besitzt Böden mit sehr hoher Qualität und der höchsten Bodenwertzahl in Westdeutschland.
Aus diesem Grund haben sich dort schon mehr als 5000 Jahre vor Christi Geburt, zur Zeit des Frühneolithikums, Menschen angesiedelt (Borgentreich-Großeneder). Die Börde zählt zu den ersten Landschaften Mitteleuropas, in denen Menschen sesshaft wurden. Siedlungsspuren bäuerlicher Kultur sind in zwei linienbandkeramischen Siedlungen am westlichen Rand der Warburger Börde (zwischen Hohenwepel und Peckelsheim) gefunden worden.

## Filmdokumentation
- Wunderschönes NRW: Das Warburger Land. Die romantische Bördelandschaft zwischen Diemel und Eggegebirge. Dokumentation, Deutschland 2005. 30 Minuten